# Shimano Exage EX
Shimano Exage EX – seria grup szosowych, najniższych w hierarchii Shimano przed produkcją RSX i Sora. Nazwa pochodzi od słów EXcellence i newAGE, co symbolizowało nowszą generację osprzętu. Pomimo niskiej klasy w jeździe amatorskiej cechują się przyzwoita trwałością. Obejmuje grupy:
- Motion – najniższa z Exage w latach 80, wycofana pod koniec tejże dekady
- Sport – wyższa ze starszej Exage, produkcja zaniechana także u schyłku lat 80
- 300EX – najniższa i najdłużej produkowana z nowszej Exage, w latach 1990-1997
- 400EX – grupa pośrednia, produkowana tylko w latach 1990-1992
- 500EX – najwyższa z Exage, wycofana wspólnie z 400EX

Grupy Sport i Motion posiadały 6-rzędowa kasetę i system
UniGlide, natomiast 300, 400 i 500EX posiadały taką samą kasetę 7-rzędową CS-HG50 o rozstawie 13-26 z systemem HyperGlide.
Grupy 300 i 400EX posiadały identycznie konstrukcyjnie hamulce – jednoosiowe, 500EX miał hamulce dwuosiowe.
Poza hamulcami i kasetami grupy serii Exage łączą takie same rozwiązania konstrukcyjne.
Niektóre piasty Exage nie posiadały uszczelnień, natomiast piasty z uszczelkami kontaktowymi miały dopisek SEALED MECH. na etykiecie. Piasty HB-RM50 i FH-HG50 znajdowały się zarówno w szosowych grupach Exage, jak i przeznaczonych do MTB.